# Liste der Biografien/Berd
Liste der Biografien |
Portal Biografien |
Personensuche
# |
A |
B |
C |
D |
E |
F |
G |
H |
I |
J |
K |
L |
M |
N |
O |
P |
Q |
R |
S |
T |
U |
V |
W |
X |
Y |
Z |
?
 
Ba |
Be |
Bd |
Bg |
Bh |
Bi |
Bj |
Bl |
Bm |
Bn |
Bo |
Br |
Bs |
Bu |
Bw |
By |
Bz
 
Bea–Beb |
Bec |
Bed |
Bee |
Bef |
Beg |
Beh |
Bei |
Bej |
Bek |
Bel |
Bem |
Ben |
Beo |
Bep |
Beq |
Ber |
Bes |
Bet |
Beu |
Bev |
Bew |
Bex |
Bey |
Bez
 
Bera |
Berb |
Berc |
Berd |
Bere |
Berf |
Berg |
Berh |
Beri |
Berj |
Berk |
Berl |
Berm |
Bern |
Bero |
Berq |
Berr |
Bers |
Bert |
Beru |
Berv |
Berw |
Berx |
Bery |
Berz
Die Liste der Biografien führt alle Personen auf, die in der deutschsprachigen Wikipedia einen Artikel haben. Dieses ist eine Teilliste mit 50 Einträgen von Personen, deren Namen mit den Buchstaben „Berd“ beginnt.

## Berd

### Berda
- Berdal, Ingrid Bolsø (* 1980), norwegische Schauspielerin
- Berdal, Tore Bjørseth (* 1988), norwegischer Skilangläufer
- Berdan, Brian, US-amerikanischer Filmeditor
- Berdan, Hiram (1824–1893), US-amerikanischer Erfinder, Scharfschütze und Offizier
- Berdaq (1827–1900), karakalpakischer Dichter
- Berdayes, Théo (* 2002), Schweizer Fussballspieler

### Berde
- Berdeguer, Edgardo (* 1954), puerto-ricanischer Bogenschütze
- Berdel, Adolf (1860–1925), deutscher Jurist, Mitglied der Bayerischen Abgeordnetenkammer (1905–1911)
- Berdella, Robert (1949–1992), US-amerikanischer SerienmörderRobert Berdella (1949–1992)

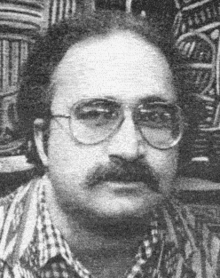
Robert Berdella (1949–1992)

- Berdellé, Johann Baptist (1813–1876), deutscher Historien- und Porträtmaler
- Berdellé, Philipp Johann (1838–1903), deutscher Architekt
- Berden, Ben (* 1975), belgischer Cyclocross- und Straßenradrennfahrer
- Berden, Gregor, slowenischer Badmintonspieler
- Berden, Tommy (* 1979), niederländischer Squashspieler
- Berder, Cécilia (* 1989), französische Säbelfechterin
- Berdez, Louis (1839–1905), Schweizer Theologe, Jurist und Politiker

### Berdi
- Berdichevsky, Adam (* 1983), israelischer Rollstuhltennisspieler
- Berdichevsky, Cecilia (1926–2010), argentinische Mathematikerin, Informatikerin und Hochschullehrerin
- Berdien, Adolf (1876–1954), deutscher Dirigent, Heeresobermusikinspizient und Hochschullehrer
- Berdijew, Iossif Konstantinowitsch (1924–1992), sowjetischer Turner
- Berdijew, Ismail Alijewitsch (1954–2024), islamischer Geistlicher; Mufti der Republik Karatschai-Tscherkessien und der Stawropol-Region
- Berdimuhamedow, Gurbanguly (* 1957), turkmenischer Präsident
- Berdimuhamedow, Serdar (* 1981), turkmenischer Staatspräsident, Politiker und DiplomatSerdar Berdimuhamedow (* 1981)

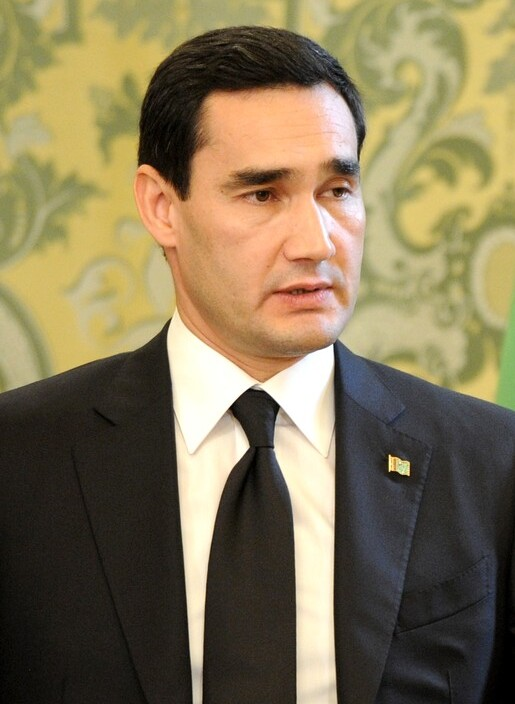
Serdar Berdimuhamedow (* 1981)

- Berdimuhamedowa, Ogulgerek, First Lady von Turkmenistan
- Berding, Bianca (* 1976), deutsche Kunsthistorikerin
- Berding, Franz (1915–2010), deutscher Politiker (CDU), MdL, MdB
- Berding, Helmut (1930–2019), deutscher Historiker
- Berding, Wilhelm (1833–1918), deutscher Generaldirektor und Kommerzienrat
- Berdiyev, Qobul (* 1955), usbekischer Generaloberst und Verteidigungsminister
- Berdiýew, Batyr (* 1960), turkmenischer Politiker
- Berdiýew, Baýramnyýaz (* 1974), turkmenischer Fußballspieler und heutiger -trainer
- Berdiýew, Gurban (* 1952), sowjetischer Fußballspieler und turkmenischer Fußballtrainer

### Berdj
- Berdjajew, Nikolai Alexandrowitsch (1874–1948), russischer Philosoph
- Berdjukow, Georgi Walerjewitsch (* 1991), russischer Eishockeyspieler

### Berdn
- Berdnikow, Alexander Wassiljewitsch (* 1953), russischer Politiker
- Berdnikow, Roman Sergejewitsch (* 1992), russischer Eishockeyspieler
- Berdnikow, Wadim Sergejewitsch (* 1987), russischer Eishockeyspieler
- Berdnyk, Oles (1926–2003), ukrainisch-sowjetischer Schriftsteller, Science-Fiction-Autor und Menschenrechtsaktivist

### Berdo
- Berdolet, Marc-Antoine (1740–1809), französischer katholischer Priester und Bischof von Aachen
- Berdoll, Marc (* 1953), französischer Fußballspieler
- Berdomás, Ramón (1900–1963), spanischer Schwimmer und Wasserballspieler
- Berdos, Christophe (* 1970), französischer Rugby-Schiedsrichter
- Berdos, Oleg (* 1987), moldauischer Radrennfahrer

### Berdr
- Berdrow, Wilhelm (1867–1954), deutscher Archivar und Firmenhistoriker

### Berds
- Berdsenischwili, Merab (1929–2016), sowjetisch-georgischer Bildhauer

### Berdy
- Berdy, Sean (* 1993), US-amerikanischer Schauspieler
- Berdych, Tomáš (* 1985), tschechischer TennisspielerTomáš Berdych (* 1985)

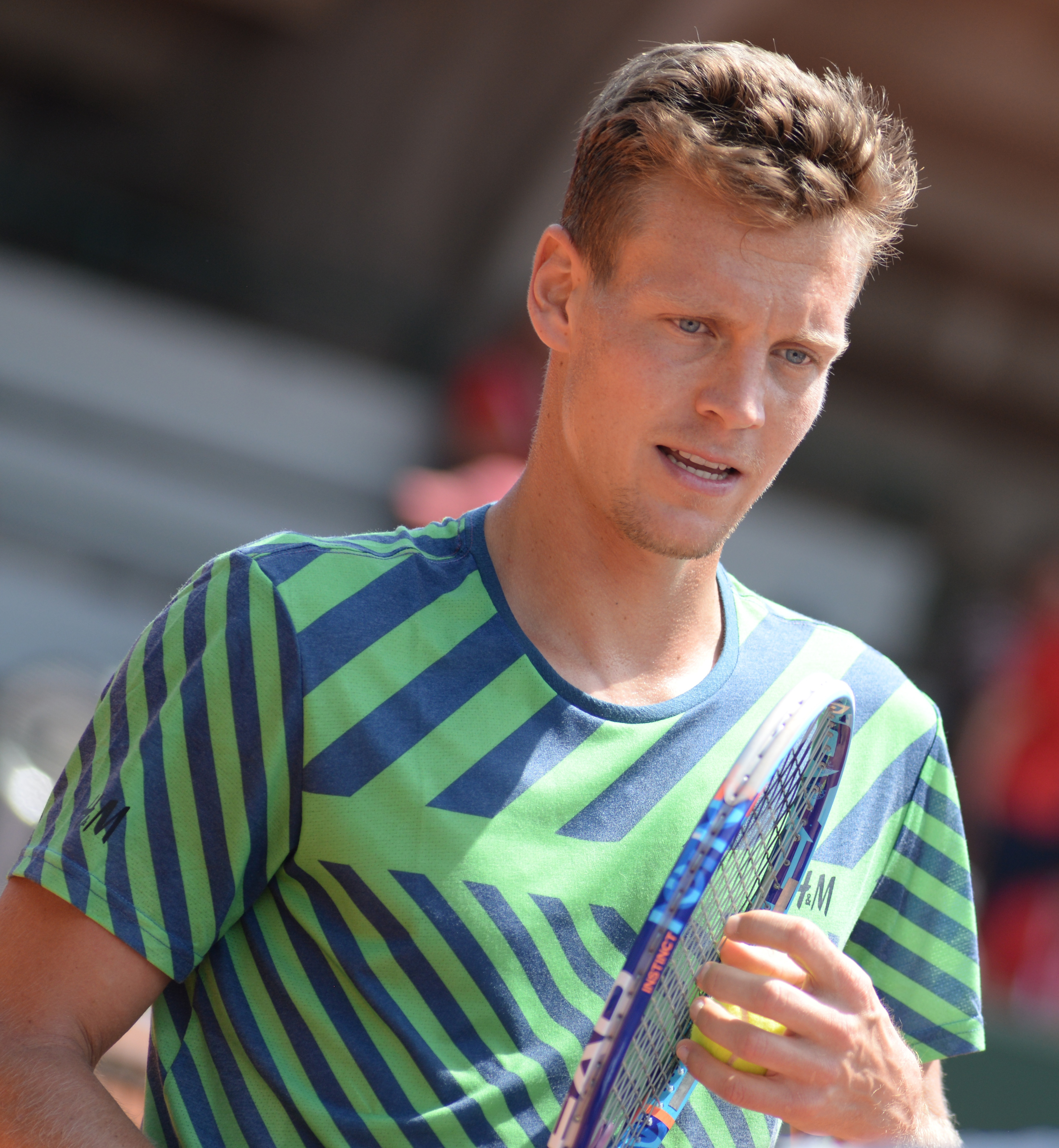
Tomáš Berdych (* 1985)

- Berdych, Václav (1916–2016), tschechischer Widerstandskämpfer, Regieassistent und Regisseur
- Berdyczewski, Micha Josef (1865–1921), russisch-deutscher Schriftsteller
- Berdyszak, Jan (1934–2014), polnischer Bildhauer, Maler, Installationskünstler, Kunsttheoretiker und -lehrer